# Kroger St. Jude International 1999 - Qualificazioni singolare
Le qualificazioni del singolare  del Kroger St. Jude International 1999 sono state un torneo di tennis preliminare per accedere alla fase finale della manifestazione. I vincitori dell'ultimo turno sono entrati di diritto nel tabellone principale. In caso di ritiro di uno o più giocatori aventi diritto a questi sono subentrati i lucky loser, ossia i giocatori che hanno perso nell'ultimo turno ma che avevano una classifica più alta rispetto agli altri partecipanti che avevano comunque perso nel turno finale.
Le qualificazioni del torneo Kroger St. Jude International 1999 prevedevano 24 partecipanti di cui 6 sono entrati nel tabellone principale.

## Teste di serie
1. Álex Calatrava (Qualificato)
2. Takao Suzuki (ultimo turno)
3. André Sá (primo turno)
4. Paul Goldstein (ultimo turno)
5. Márcio Carlsson (ultimo turno)
6. Brian MacPhie (ultimo turno)

1. Juan-Albert Viloca-Puig (Qualificato)
2. Grant Stafford (Qualificato)
3. Xavier Malisse (ultimo turno)
4. Jonathan Stark (primo turno)
5. Michael Joyce (primo turno)
6. David Caldwell (primo turno)

## Qualificati
1. Álex Calatrava
2. Michael Joyce
3. Michael Hill

1. Jonathan Stark
2. Juan-Albert Viloca-Puig
3. Grant Stafford

## Tabellone

### Legenda
| - Q = Qualificato - WC = Wild card - LL = Lucky loser | - ALT = Alternate - SE = Special Exempt - PR = Protected Ranking | - w/o = Walkover - r = Ritirato - d = Squalificato |

### Sezione 1
|  | Primo turno | Primo turno    | Primo turno    | Primo turno | Primo turno |  |  | Ultimo turno | Ultimo turno   | Ultimo turno   | Ultimo turno | Ultimo turno |  |
|  |             |                |                |             |             |  |  |              |                |                |              |              |  |
|  | 1           | Álex Calatrava | Álex Calatrava | 6           | 6           |  |  |              |                |                |              |              |  |
|  |             | Lior Mor       | Lior Mor       | 1           | 2           |  |  | 1            | Álex Calatrava | Álex Calatrava | 6            | 7            |  |
|  |             | Jaime Oncins   | Jaime Oncins   | 6           | 6           |  |  |              | Jaime Oncins   | Jaime Oncins   | 3            | 6            |  |
|  | 12          | David Caldwell | David Caldwell | 1           | 4           |  |  |              |                |                |              |              |  |

### Sezione 2
|  | Primo turno | Primo turno     | Primo turno    | Primo turno | Primo turno |  |  | Ultimo turno | Ultimo turno  | Ultimo turno  | Ultimo turno | Ultimo turno |  |
|  |             |                 |                |             |             |  |  |              |               |               |              |              |  |
|  | 2           | Takao Suzuki    | Takao Suzuki   | 6           | 6           |  |  |              |               |               |              |              |  |
|  |             | Torrey Gambill  | Torrey Gambill | 1           | 1           |  |  | 2            | Takao Suzuki  | Takao Suzuki  | 6            | 4            |  |
|  |             | Michael Joyce   | 6              | 1           | 6           |  |  |              | Michael Joyce | Michael Joyce | 7            | 6            |  |
|  | 11          | Michael Tebbutt | 1              | 6           | 2           |  |  |              |               |               |              |              |  |

### Sezione 3
|  | Primo turno | Primo turno     | Primo turno     | Primo turno | Primo turno |  |  | Ultimo turno | Ultimo turno   | Ultimo turno   | Ultimo turno | Ultimo turno |  |
|  |             |                 |                 |             |             |  |  |              |                |                |              |              |  |
|  |             | Michael Hill    | Michael Hill    | 6           | 6           |  |  |              |                |                |              |              |  |
|  | 3           | André Sá        | André Sá        | 2           | 2           |  |  |              | Michael Hill   | Michael Hill   | 6            | 6            |  |
|  | 9           | Xavier Malisse  | Xavier Malisse  | 6           | 7           |  |  | 9            | Xavier Malisse | Xavier Malisse | 4            | 4            |  |
|  |             | Francisco Costa | Francisco Costa | 1           | 6           |  |  |              |                |                |              |              |  |

### Sezione 4
|  | Primo turno | Primo turno         | Primo turno         | Primo turno | Primo turno |  |  | Ultimo turno | Ultimo turno   | Ultimo turno   | Ultimo turno | Ultimo turno |  |
|  |             |                     |                     |             |             |  |  |              |                |                |              |              |  |
|  | 4           | Paul Goldstein      | Paul Goldstein      | 6           | 6           |  |  |              |                |                |              |              |  |
|  |             | Harel Levy          | Harel Levy          | 4           | 2           |  |  | 4            | Paul Goldstein | Paul Goldstein | 1            | 4            |  |
|  |             | Jonathan Stark      | Jonathan Stark      | 7           | 7           |  |  |              | Jonathan Stark | Jonathan Stark | 6            | 6            |  |
|  | 10          | Alejandro Hernández | Alejandro Hernández | 5           | 6           |  |  |              |                |                |              |              |  |

### Sezione 5
|  | Primo turno | Primo turno             | Primo turno             | Primo turno | Primo turno |  |  | Ultimo turno | Ultimo turno            | Ultimo turno | Ultimo turno | Ultimo turno |  |
|  |             |                         |                         |             |             |  |  |              |                         |              |              |              |  |
|  | 5           | Márcio Carlsson         | 4                       | 6           | 6           |  |  |              |                         |              |              |              |  |
|  |             | Oren Motevassel         | 6                       | 3           | 0           |  |  | 5            | Márcio Carlsson         | 4            | 7            | 3            |  |
|  | 7           | Juan-Albert Viloca-Puig | Juan-Albert Viloca-Puig | 6           | 6           |  |  | 7            | Juan-Albert Viloca-Puig | 6            | 5            | 6            |  |
|  |             | Donavan September       | Donavan September       | 2           | 2           |  |  |              |                         |              |              |              |  |

### Sezione 6
|  | Primo turno | Primo turno    | Primo turno   | Primo turno | Primo turno |  |  | Ultimo turno | Ultimo turno   | Ultimo turno   | Ultimo turno | Ultimo turno |  |
|  |             |                |               |             |             |  |  |              |                |                |              |              |  |
|  | 6           | Brian MacPhie  | Brian MacPhie | 6           | 6           |  |  |              |                |                |              |              |  |
|  |             | Taylor Dent    | Taylor Dent   | 1           | 3           |  |  | 6            | Brian MacPhie  | Brian MacPhie  | 2            | 3            |  |
|  | 8           | Grant Stafford | 6             | 5           | 6           |  |  | 8            | Grant Stafford | Grant Stafford | 6            | 6            |  |
|  |             | Doug Flach     | 3             | 7           | 1           |  |  |              |                |                |              |              |  |